# Kanzel (Ebersmunster)

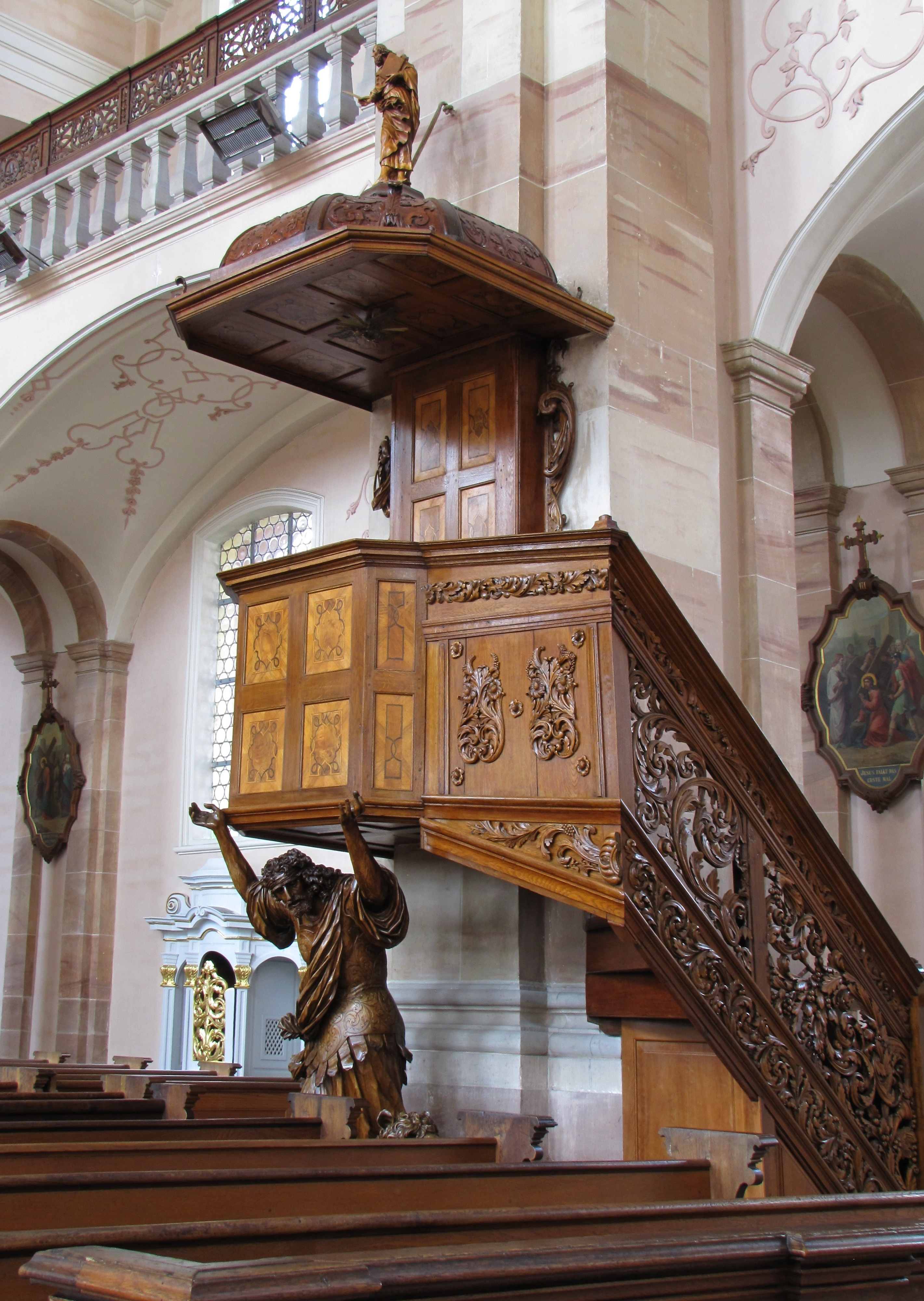
Kanzel in Ebersmunster

Die Kanzel in der ehemaligen Abteikirche St. Mauritius in Ebersmunster, einer französischen Gemeinde im Département Bas-Rhin der Region Grand Est (bis 2015 Elsass), wurde in den Jahren 1693 bis 1696 geschaffen. Im Jahr 1979 wurde die barocke Kanzel als Monument historique in die Liste der geschützten Objekte (Base Palissy) in Frankreich aufgenommen.
Der Kanzelfuß mit Samson und der Löwe daneben sowie die geschnitzte Treppe stammen von Clemens Winterhalder (1668–1696) aus Kirchzarten im Schwarzwald.
Der Kanzelkorb und die Kanzelrückwand sind mit Holzeinlegearbeiten versehen.  
Der Schalldeckel wird von der Holzskulptur eines Evangelisten bekrönt. An der Unterseite ist eine Taube angebracht als Symbol des Heiligen Geistes.

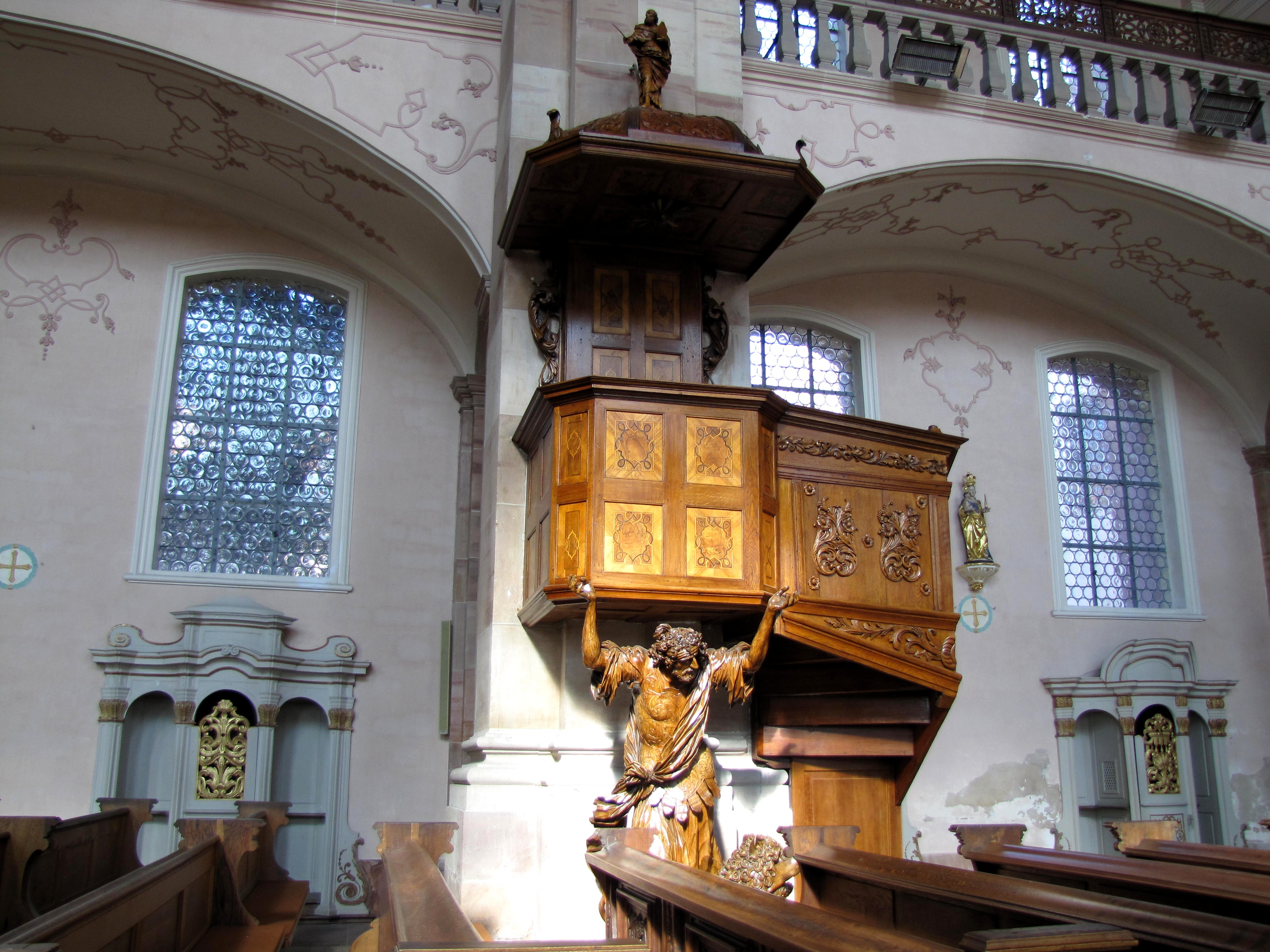
Gesamtansicht der Kanzel
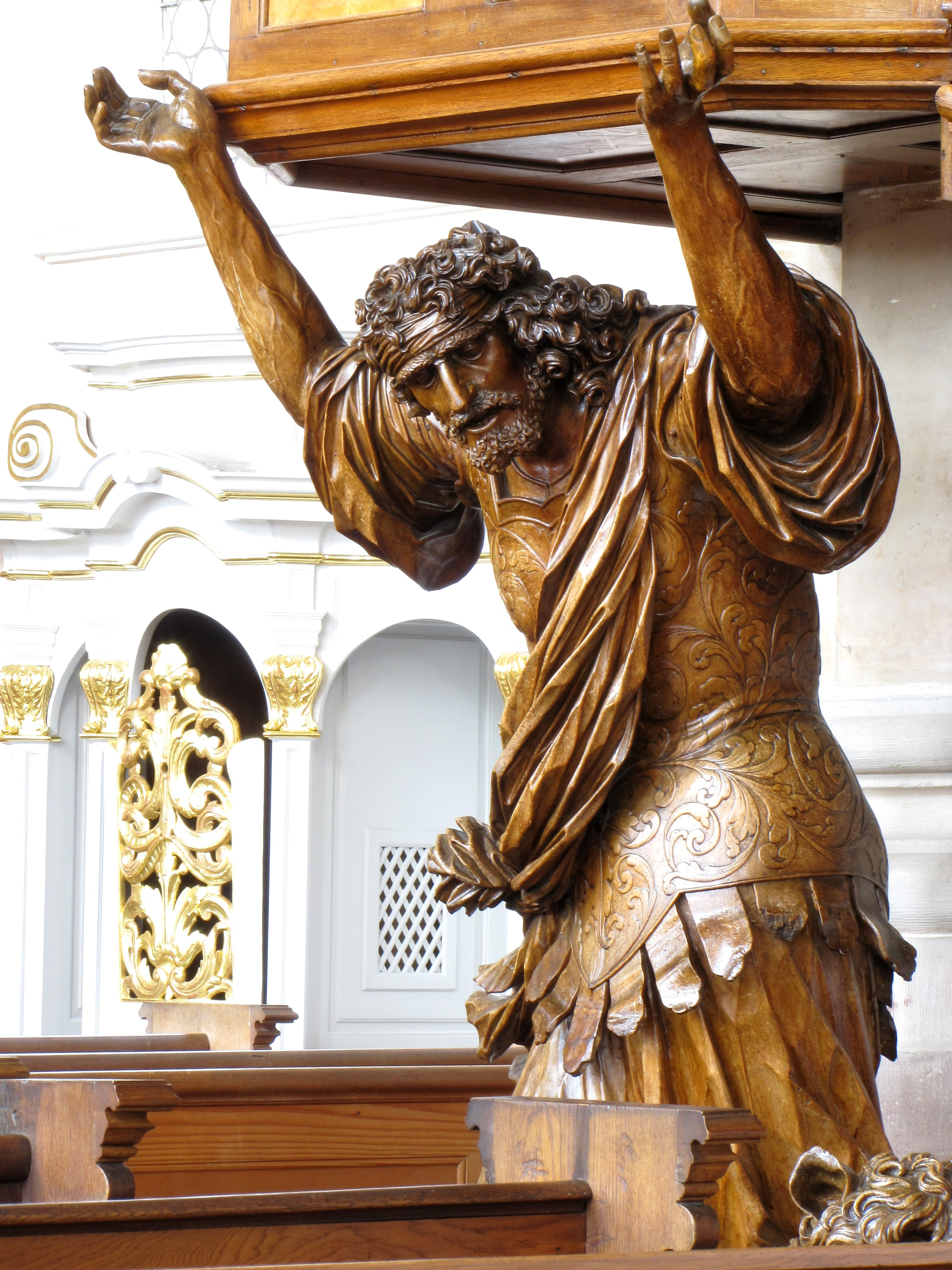
Samson
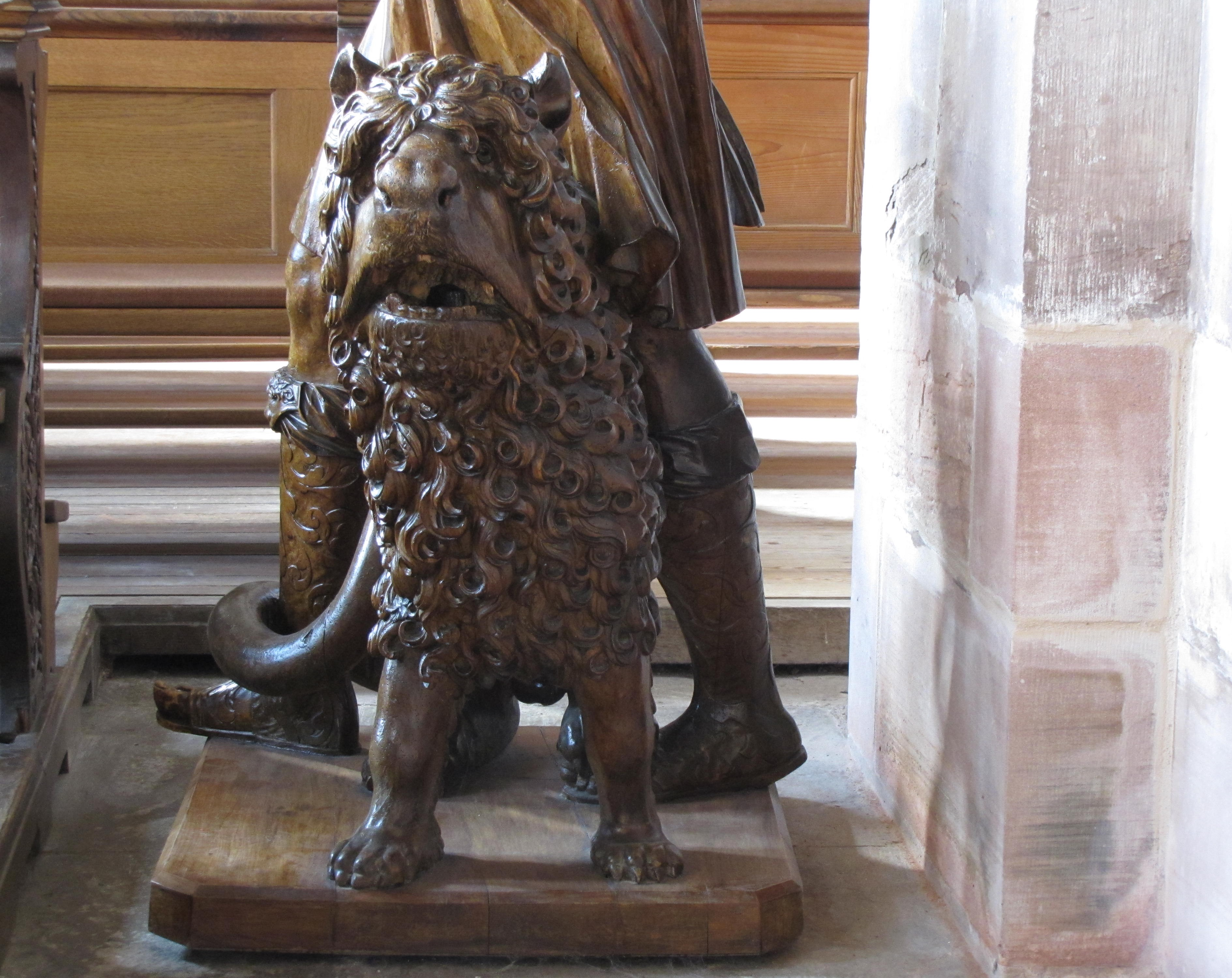
Löwe neben Samson
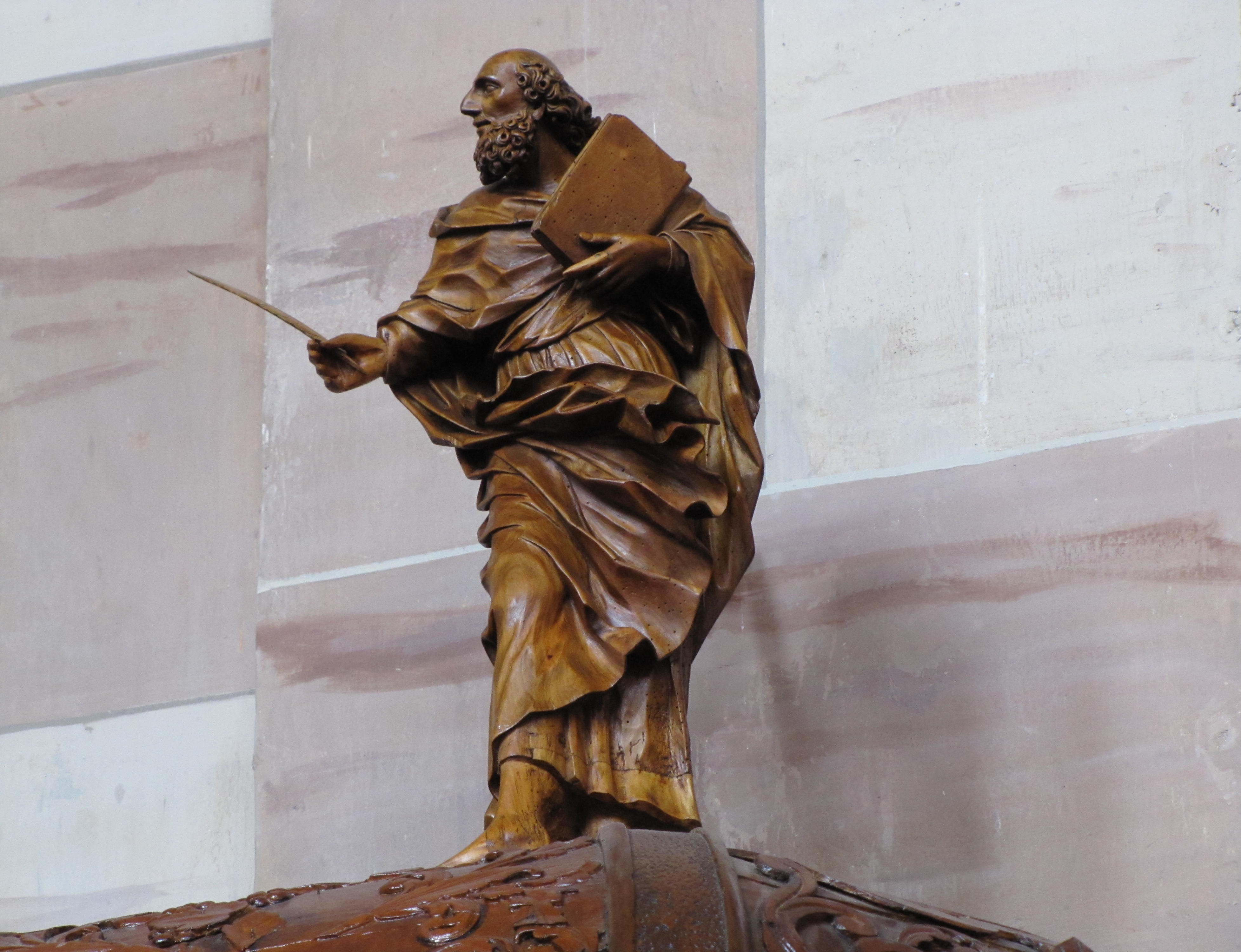
Evangelistenskulptur auf dem Schalldeckel